# Ruth Roberta de Souza
Ruth Roberta de Souza (Três Lagoas, 3 ottobre 1968 – Três Lagoas, 13 aprile 2021) è stata una cestista brasiliana.
È morta il 13 aprile 2021 per complicazioni da Covid-19.

## Carriera
Con il Brasile ha disputato i Giochi olimpici di Barcellona 1992, tre edizioni dei Campionati mondiali (1986, 1990, 1994) e due dei Campionati americani (1989, 1993).